# Consularis
Consularis (of oud-consul, < consularis = van een consul) is een Latijnse term, in het antieke Rome gebruikt voor iedere persoon die ooit het consulaat had bekleed.
Consulares hadden het recht in de senaat als eerste hun mening te kennen te geven en hun stem uit te brengen. De censuur en het stadhouderschap van bepaalde provinciae waren aan consulares voorbehouden.
In de keizertijd kon het statuut van consularis, bij wijze van bijzondere onderscheiding, ook verleend worden aan burgers die nooit het ambt van consul bekleed hadden. Deze onderscheiding werd adlectio inter consulares genoemd. 
In de 4e eeuw verwees de term consularis naar de hoogste rang van de stadhouders in keizerlijke provincies.